# Avitta ionomesa
Avitta ionomesa är en fjärilsart som beskrevs av George Francis Hampson 1926. Avitta ionomesa ingår i släktet Avitta och familjen nattflyn. Inga underarter finns listade i Catalogue of Life.